# 3-гидроксипропионатный путь
3-Гидроксипропионатный бицикл, также известный как 3-гидроксипропионатный путь или цикл Фукса — Холо, представляет собой циклическую последовательность реакций, которая позволяет некоторым бактериям синтезировать 3-гидроксипропионат из углекислого газа. В этом пути CO2 связывается (т.е. включается) под действии двух ферментов, ацетил-КоА-карбоксилазы и  пропионил-КоА-карбоксилазы.  Эти ферменты генерируют малонил-КоАи  (S)-метилмалонил-КоА, соответственно. Малонил-КоА, в серии последующих реакций разделяется на ацетил-КоА и глиоксилат. Глиоксилат включается в β-метилмалонил-КоА, который затем распадается снова, в последовательности реакций, приводящих к синтезу пирувата и ацетата, который используется для пополнения следующего витка цикла. Этот путь был найден в Chloroflexus, фотосинтезирующей зелёной несерной бактерии, однако другие исследования показывают, что 3-гидроксипропионатный путь также используется несколькими хемотрофными археями.

## 3-гидроксипропионатный цикл и два схожих цикла
3-Гидроксипропионатный цикл используется только в зелёных несерных бактериях. Этот путь был предложен в 2002 году для аноксигенной фотосинтезирующей бактерии Chloroflexus aurantiacus. Ни один из ферментов, которые участвуют в цикле, не являются особо чувствительными к кислороду.
Было обнаружено, что разновидность 3-гидроксипропионатного пути работает в аэробной экстремальной термоацидофильной архее Metallosphaera sedula.  Этот путь, назван 3-гидроксипропионатный/4-гидроксибутиратный цикл.  И еще одним вариантом 3-гидроксипропионатного пути является дикарбоксилатный/4-гидроксибутиратный цикл.  Он был открыт в анаэробных археях. Он был предложен в 2008 году для гипертермофильной археи Ignicoccus hospitalis.

## Внешние ссылки
- Pathways Архивная копия от 30 июня 2018 на Wayback Machine